# Aldeamayor de San Martín
Aldeamayor de San Martín és un municipi de la província de Valladolid, a la comunitat autònoma de Castella i Lleó.